# Neuroaktivni steroid
Neuroaktivni steroidi, takođe poznati kao neurosteroidi, su endogeni steroidi koji brzo menjaju neuronsku ekscitabilnost putem interakcija sa ligandom kontrolisanih jonskih kanala i drugih receptora na ćelijskoj površini. Termin neurosteroid koji je formirao francuski fiziolog Étienne-Émile Baulieu obuhvata steroide koji su sintetisani u mozgu. U kontrastu s njima neuroaktivni steroid se odnose na steroide koje sintetišu endokrine žlezde i koji dospevaju do mozga putem krvotoka. Osim njihovih dejstava na neuronske membranske receptore, neki od ovih steroida modu da utiču na izražvanje gena putem nuklearnih steroidnih hormonskih receptora. Neurosteroidi imaju širok opseg potencijalnih kliničkih primena od sedacije do tretmana epilepsije i traumatičnih moždanih povreda. Ganaksolon, sintetički analog endogenog neurosteroida alopregnanolona, se ispituje za moguću primenu u tretmanu epilepsije.

## Literatura
- Akk G, Shu HJ, Wang C, Steinbach JH, Zorumski CF, Covey DF, Mennerick S (2005). „Neurosteroid access to the GABAA receptor”. J. Neurosci. 25 (50): 11605—13. PMID 16354918. doi:10.1523/JNEUROSCI.4173-05.2005.
- Wang JM, Johnston PB, Ball BG, Brinton RD (2005). „The neurosteroid allopregnanolone promotes proliferation of rodent and human neural progenitor cells and regulates cell-cycle gene and protein expression”. J. Neurosci. 25 (19): 4706—18. PMID 15888646. doi:10.1523/JNEUROSCI.4520-04.2005.
- Dong E, Matsumoto K, Uzunova V, Sugaya I, Takahata H, Nomura H, Watanabe H, Costa E, Guidotti A (2001). „Brain 5α-dihydroprogesterone and allopregnanolone synthesis in a mouse model of protracted social isolation”. Proc. Natl. Acad. Sci. U.S.A. 98 (5): 2849—54. PMC 30228 . PMID 11226329. doi:10.1073/pnas.051628598.
- Melcangi RC, Celotti F, Martini L (1994). „Progesterone 5-alpha-reduction in neuronal and in different types of glial cell cultures: type 1 and 2 astrocytes and oligodendrocytes”. Brain Res. 639 (2): 202—6. PMID 8205473. doi:10.1016/0006-8993(94)91731-0.
- Corpéchot C, Robel P, Axelson M, Sjövall J, Baulieu EE (1981). „Characterization and measurement of dehydroepiandrosterone sulfate in rat brain”. Proc. Natl. Acad. Sci. U.S.A. 78 (8): 4704—7. PMC 320231 . PMID 6458035. doi:10.1073/pnas.78.8.4704.
- Reddy D, Rogawski MA (2012). „Neurosteroids — Endogenous regulators of seizure susceptibility and role in the treatment of epilepsy”. In: Noebels JL, Avoli M, Rogawski MA, et al., editors. Jasper's Basic Mechanisms of the Epilepsies [Internet]. 4th edition. Bethesda (MD): National Center for Biotechnology Information (US); 2012. PMID 22787590.